# ميلون (أورينسي)
بلدية ميلون (بالإسبانية: Melón) هي بلدية تقع في مقاطعة أورينسي التابعة لمنطقة غاليسيا شمال غرب إسبانيا.

## الديموغرافيا
بلغ عدد سكان بلدية ميلون 1.475 نسمة عام 2011 (وفقاً للمعهد الوطني للإحصاء الإسباني).
| 1.691 | 1.618 | 1.533 | 1.582 | 1.546 | 1.498 | 1.475 |